# Upplands runinskrifter 188
Upplands runinskrifter 188 är en vikingatida runsten av gråsten i Gillberga, Össeby-Garns socken och Vallentuna kommun. Dess höjd är 1,30 meter och bredden är 0,80 meter. Runstenen är en del av ett monument, resta till minne av Jarger, sammanlagt bestående av tre stenar, ristade av samma runristare i Gillberga. De andra två är U 186 och U 187. Alla tre stenarna är prydda med enkla Sankt Georgskors.

## Inskriften
Translitterering av runraden:
sasi × is uk at × iarkiʀ
Normalisering till runsvenska:
Sasi es ok at Iargæiʀ.
Översättning till nusvenska:
Denna är ock efter Jarger.